# Fruktóza-1,6-bisfosfát
Fruktóza-1,6-bisfosfát, ve starší literatuře známý jako Hardenův-Youngův ester, je sacharid fruktóza fosforylovaný na prvním a šestém uhlíku, jedná se tím pádem o jeden z mnoha fruktózafosfátů. V buňkách je velmi častý, jelikož se jedná o jeden z metabolitů glykolýzy. Jediný izomer, který lze najít v organismech, je β-D-forma.